# سد منگکوانگ
سد منگکوانگ (به لاتین: Mengkuang Dam) یک سد در مالزی است که در مالزی واقع شده‌است.